# Australian and New Zealand Society of Criminology
Die Australian and New Zealand Society of Criminology (ANZSOC) ist die kriminologisch-fachwissenschaftliche Vereinigung Australiens und Neuseelands, die am 24. Oktober 1967 an der Universität Melbourne gegründet wurde. Die ANZSOC veranstaltet regelmäßige Konferenzen, vergibt eine Reihe von Preisen und Auszeichnungen und ist Herausgeberin der internationalen peer-reviewten Fachzeitschrift Journal of Criminology.
Dem Vorstand und dem Managementkommitee der ANZSOC sollen Vertreter aus Neuseeland und allen Staaten und Territorien Australiens angehören. Amtierende ANZSOC-Präsidentin ist Angela Higginson (Queensland University of Technology), Australian Vice-President ist  Rachel Loney-Howes (University of Wollongong), New Zealand Vice-President ist Susann Wiedlitzka  (University of Auckland).
Die ANZSOC-Mitglieder erkennen Souveränität der „traditionellen Wächter Australiens“ („traditional custodians of Australia“) Aborigines und Torres Strait Islander sowie die der Māori in Neuseeland ausdrücklich an.